# Bagodares sturnularia
Bagodares sturnularia är en fjärilsart som beskrevs av Herrich-Schäffer 1858. Bagodares sturnularia ingår i släktet Bagodares och familjen mätare. Inga underarter finns listade i Catalogue of Life.